# IDCSP 3
IDSCP 3 – amerykański wojskowy satelita łącznościowy należący do konstelacji Initial Defense Communications Satellite Program – pierwszej w historii globalnej sieci łączności opartej na satelitach geosynchronicznych. 

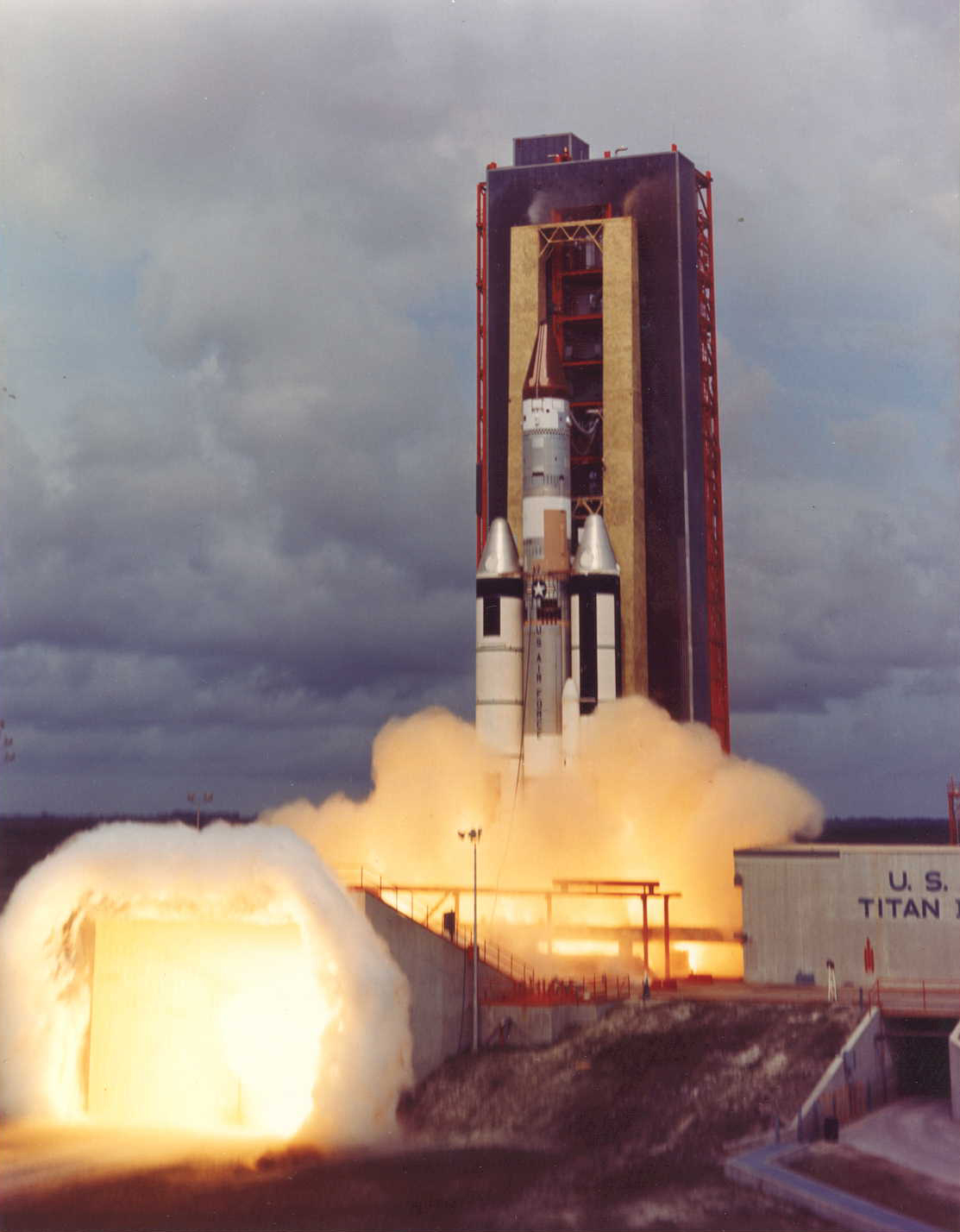
Start rakiety Titan 3C z satelitami IDCSP 1 do 8, 16 czerwca 1966.